# Travis Konecny
Travis Konecny, född 11 mars 1997 i London, Ontario, är en kanadensisk professionell ishockeyforward som spelar för Philadelphia Flyers i National Hockey League (NHL). Han har tidigare spelat för Ottawa 67's och Sarnia Sting i Ontario Hockey League (OHL).
Konecny draftades av Philadelphia Flyers i den första rundan i 2015 års NHL-draft som draftens 24:e spelare totalt.
Han är släkt med ishockeyspelaren Bo Horvat som spelar för New York Islanders i NHL.

## Statistik
| 2011–2012  | Elgin Middlesex Chief | AH         | 63  | 78  | 74  | 152 | 137 | —  | — | —  | —  | —  |
|            | Elgin Middlesex Chief | AH         | 3   | 3   | 4   | 7   | 0   | —  | — | —  | —  | —  |
| 2012–2013  | Elgin Middlesex Chief | AH         | 27  | 31  | 35  | 66  | 72  | 11 | 7 | 11 | 18 | 43 |
| 2013–2014  | Ottawa 67's           | OHL        | 63  | 26  | 44  | 70  | 18  | —  | — | —  | —  | —  |
| 2014–2015  | Ottawa 67's           | OHL        | 60  | 29  | 39  | 68  | 34  | 5  | 3 | 7  | 10 | 6  |
| 2015–2016  | Ottawa 67's           | OHL        | 29  | 7   | 38  | 45  | 6   | —  | — | —  | —  | —  |
|            | Sarnia Sting          | OHL        | 31  | 23  | 33  | 56  | 21  | 2  | 1 | 2  | 3  | 0  |
| 2016–2017  | Philadelphia Flyers   | NHL        | 70  | 11  | 17  | 28  | 49  | —  | — | —  | —  | —  |
| 2017–2018  | Philadelphia Flyers   | NHL        | 81  | 24  | 23  | 47  | 46  | 6  | 1 | 0  | 1  | 10 |
| 2018–2019  | Philadelphia Flyers   | NHL        | 82  | 24  | 25  | 49  | 40  | —  | — | —  | —  | —  |
| 2019–2020  | Philadelphia Flyers   | NHL        | 66  | 24  | 37  | 61  | 28  | 16 | 0 | 7  | 7  | 14 |
| 2020–2021  | Philadelphia Flyers   | NHL        | 50  | 11  | 23  | 34  | 26  | —  | — | —  | —  | —  |
| 2021–2022  | Philadelphia Flyers   | NHL        | 79  | 16  | 36  | 52  | 77  | —  | — | —  | —  | —  |
| NHL totalt | NHL totalt            | NHL totalt | 428 | 110 | 161 | 271 | 266 | 22 | 1 | 7  | 8  | 24 |
| OHL totalt | OHL totalt            | OHL totalt | 183 | 85  | 154 | 239 | 79  | 7  | 4 | 9  | 13 | 6  |

### Internationellt
| Källa: Uppdaterad: 2019-09-16 | Källa: Uppdaterad: 2019-09-16 | Källa: Uppdaterad: 2019-09-16 |         | Utv = Utvisningsminuter | Utv = Utvisningsminuter | Utv = Utvisningsminuter | Utv = Utvisningsminuter | Utv = Utvisningsminuter |
| År                            | Lag                           | Mästerskap                    | Matcher | Mål                     | Assists                 | Poäng                   | Utv                     |                         |
| ----------------------------- | ----------------------------- | ----------------------------- | ------- | ----------------------- | ----------------------- | ----------------------- | ----------------------- | ----------------------- |
| 2014                          | Kanada                        | Ivan Hlinka                   | 5       | 5                       | 1                       | 6                       | 2                       |                         |
| 2016                          | Kanada                        | U18-VM                        | 7       | 4                       | 1                       | 5                       | 2                       |                         |
| 2016                          | Kanada                        | JVM                           | 5       | 1                       | 1                       | 2                       | 0                       |                         |
| 2017                          | Kanada                        | VM                            | 10      | 0                       | 8                       | 8                       | 4                       |                         |
| Junior totalt                 | Junior totalt                 | Junior totalt                 | 17      | 10                      | 3                       | 13                      | 4                       |                         |
| Senior totalt                 | Senior totalt                 | Senior totalt                 | 10      | 0                       | 8                       | 8                       | 4                       |                         |